# Refugi antiaeri

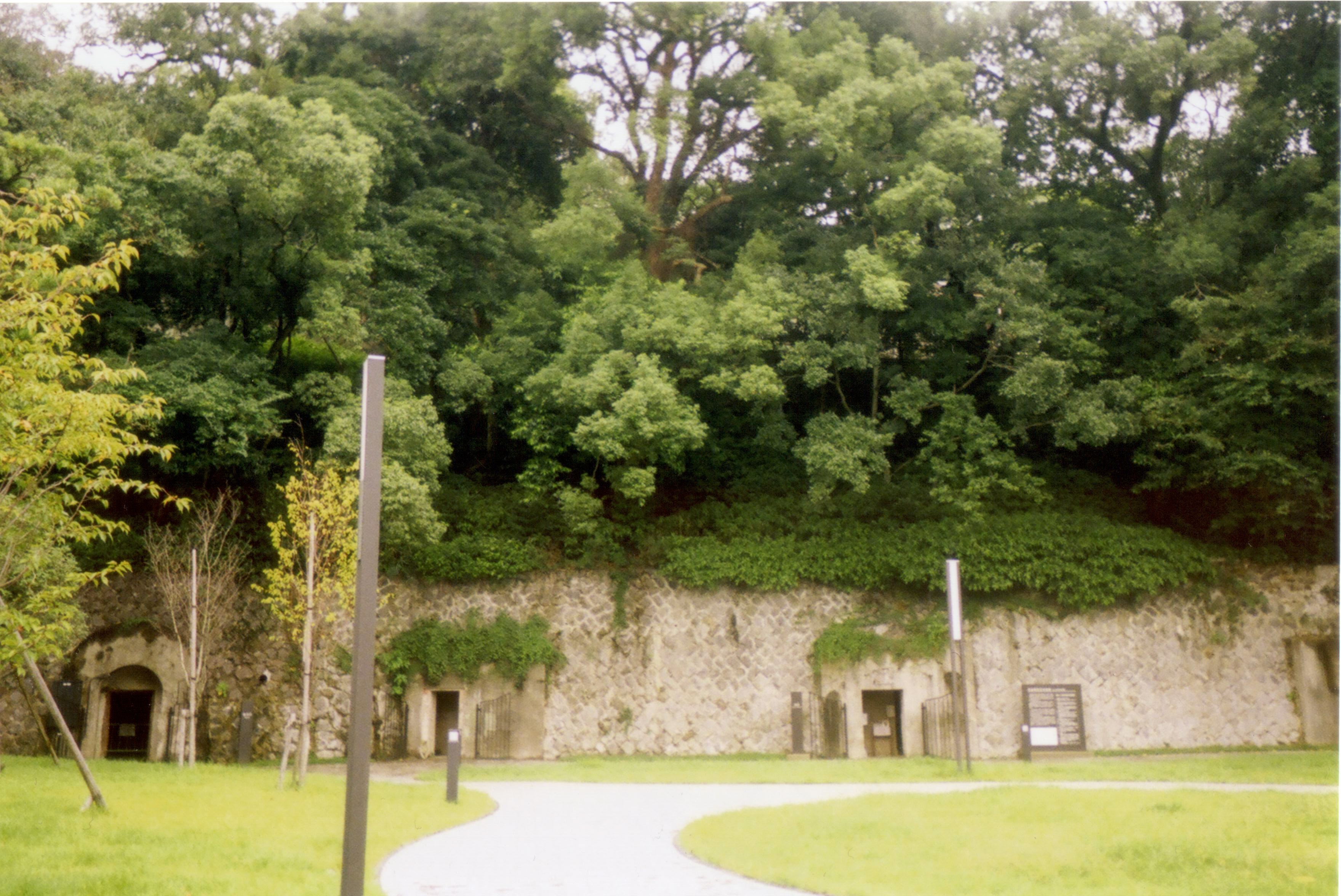
Refugi antiaeri de Tateyama, Nagasaki, Japó

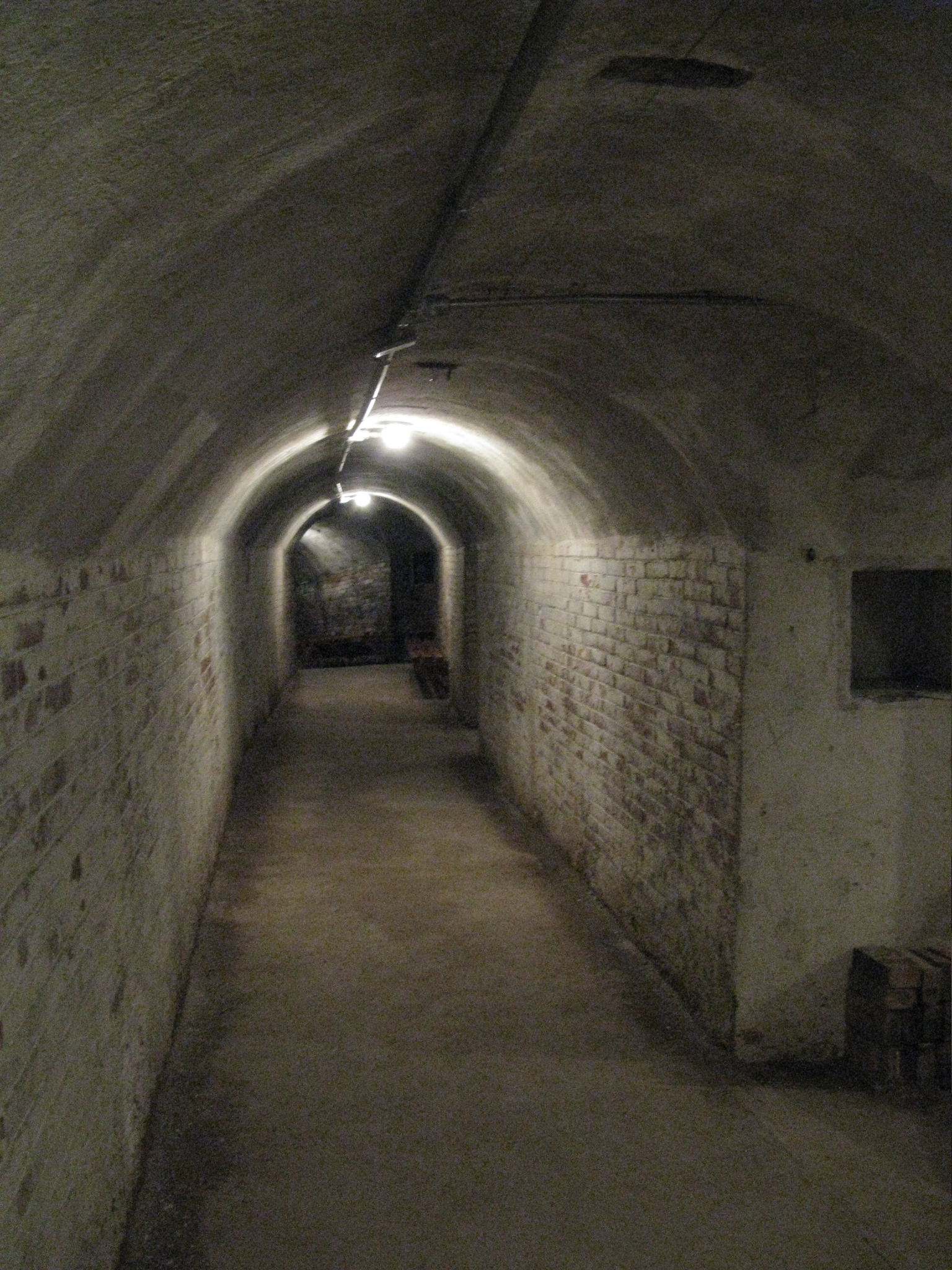
Interior del Refugi 307 de Barcelona, construït durant la Guerra Civil Espanyola

Un refugi antiaeri és una estructura de protecció per a la població civil i el personal militar contra possibles atacs enemics (bombardeigs) des de l'aire. Són similars en alguns aspectes als búnquers, encara que no estan dissenyats per protegir d'atacs terrestres.

## Segona Guerra Mundial
Durant la Segona Guerra Mundial, aquests refugis van ser construïts per protegir la població contra incursions aèries enemigues; no obstant això altres estructures existents i amb altres funcions eren aptes per salvaguardar a la gent durant els atacs, com ara estacions subterrànies, túnels, soterranis de grans establiments i ponts.